# محسن کازرونی
محسن کازرونی (زاده ۱۳۳۹ تهران) فقیه، نویسنده و کارشناس مسائل سیاسی اعتدال‌گرا متولد تهران که امام جمعه سابق کرج و عضو جامعه روحانیت مبارز تهران بود.
وی تحصیلات حوزوی خود را از مدرسه علمیه مجتهدی در حوزه علمیه تهران آغاز کرد و سپس برای تکمیل آموخته‌های خود راهی حوزه علمیه قم شد. پس از طی تحصیلات حوزوی به تدریس پرداخت. وی مسئولیت‌هایی چون امامت جمعه کرج به مدت ۸ سال و ریاست و معاونت علمی دائره المعارف انقلاب اسلامی را بر عهده داشت. پاسخ به سوالات شرعی ایرانیان مقیم خارج از کشور (شیعه و سنی) از سال ۱۳۷۷ از دیگر سوابق علمی اوست.
وی در حال حاضر به تدریس دروس خارج فقه و اصول در مدرسه مروی تهران اشتغال دارد. و از سال (۱۳۹۸) عضو و رئیس هیئت امنای کمیته امداد امام خمینی می‌باشد.
کازرونی در سال ۱۳۸۵ در دوره چهارم مجلس خبرگان رهبری به عنوان نماینده استان تهران از سوی مردم انتخاب شد.

## ثبت نام انتخابات نهمین دوره مجلس شورای اسلامی
وی در نهمین دوره انتخابات مجلس شورای اسلامی از حوزه انتخابیه تهران، اسلامشهر، ری و شمیرانات ثبت نام نمود و در لیست جبهه متحد اصولگرایان قرار گرفت. اما از راهیابی به مجلس بازماند.

## مواضع سیاسی
محسن کازرونی از سال ۱۳۸۴ الی ۱۳۹۲ امامت جمعه کرج را بر عهده داشت. وی از منتقدان دولت محمود احمدی‌نژاد در دهمین دوره انتخابات ریاست جمهوری محسوب می‌شد و بعد از انتخابات در برابر حملات نیروهای اصولگرا به هاشمی رفسنجانی از وی حمایت نمود. وی همچنین از حامیان محمدجواد کولیوند و عزیز اکبریان دو نماینده سابق کرج در مجلس محسوب می‌شود که در انتخابات مجلس یازدهم توسط شورای نگهبان رد صلاحیت شدند. حمایت از علی ترکاشوند شهردار اسبق کرج نیز از دیگر اقدامات وی در کرج است. ترکاشوند پس فساد مالی دستگیر و محاکمه شد.
وی در جریان انتخابات مجلس نهم با انتقاد شدید از جبهه پایداری ادعا نمود مصباح یزدی نسبت به ترکیب فهرست جبهه پایداری و عدم حضور برخی چهره‌های اصولگرا که زاویه آن‌ها با انحراف و فتنه مشخص شده بود در فهرست جبهه پایداری گلایه شدید داشته است و در حال تهیه بیانیه‌ای بوده که اعضای جبهه پایداری رفتند و التماس کردند و جلوی این کار را گرفتند.
مصباح یزدی ضمن تکذیب این ادعا عنوان داشت که اینجانب جبهه پایداری را بر سایر گروه‌های سیاسی ترجیح می‌دهم و نسبت به لیست جبهه هم انتقادی نداشته‌ام. دفتر مصباح یزدی نیز طی تماس با کازرونی از وی خواست تا ادعای خود را تکذیب کند.

## پیروزی در انتخابات پنجمین دوره مجلس خبرگان رهبری
محسن کازرونی در پنجمین دوره انتخابات مجلس خبرگان رهبری از حوزه انتخابیه البرز با قرار گرفتن در لیست مورد حمایت اصلاح طلبان و اکبر هاشمی رفسنجانی توانست به این مجلس راه یابد.

## شکست در ششمین دوره انتخابات مجلس خبرگان رهبری
وی در انتخابات مجلس خبرگان رهبری (۱۴۰۲) از حوزه انتخابیه استان البرز ثبت نام نمود که در نهایت در انتخابات ۱۱ اسفند شکست خورد و از راهیابی به مجلس خبرگان بازماند.
جامعه مدرسین حوزه علمیه قم به دلیل مخالفت نیروهای اصولگرا با مشی سیاسی کازرونی، در این انتخابات فهرستی را برای حوزه انتخابیه استان البرز اعلام نکرد.

## آثار
- ۱۳۷۰ کوثر قرآن
- ۱۳۷۲ خلوتگه راز
- ۱۳۷۳ سیمای پرفروغ سیدالشهدا
- ۱۳۷۴ امامت و ولایت
- ۱۳۸۴ تفسیر حکیم (جزء ۳۰ قرآن کریم)